# 2021年十堰燃气爆炸事故
2021年十堰燃气爆炸事故，官方称作湖北省十堰市张湾区艳湖社区集贸市场“6·13”重大燃气爆炸事故，是2021年6月13日早晨6时42分，在中国湖北省十堰市张湾区车城路街道艳湖社区发生的燃气爆炸事故。爆炸造成社区的菜市场被炸毁坍塌，導致当时在市场买菜或吃早饭的多人被困。事故共造成26人死亡，138人受伤（其中37人重伤）。

## 爆炸情况
事发市场为两层高建筑，建于1990年代初。建筑一楼归属物业管理，二楼属社区管理，其中一楼有19间药店、早餐店等店铺，二楼是无人居住的活动室，还有46间便民摊位位于马路对面。爆炸后市场建筑受损严重，混凝土楼板被炸为两截，水泥石块散落一地。市场附近是东风公司原41厂（即车架厂，爆炸发生前已与其他工厂合并后搬迁）生活区，居民楼较多。爆炸造成不少住户的阳台损毁，停在市场旁马路上的汽车损毁。根据一亲历者叙述，事故发生时他正在市场对面的小吃摊吃早餐，大约在6点35分至38分之间一声巨响从地底传来并伴有较大气浪，短时间后又发生了一次较小规模的爆炸。有附近商户称一声巨响后市场就垮塌了，建筑只剩下墙体，而在爆炸发生时已有商户开张，也有人进入菜市场买菜。住在距离市场200米左右的艳湖小区居民称爆炸时产生的气流与冲击波很强，把家里的玻璃震碎了。还有现场图片显示有消防员头部流血受伤，另外一段现场视频显示一辆消防车疑似经历二次爆炸，车身有灰尘与杂物堆积。事故发生后，现场附近小区暂停供应水、电、天然气，共913户居民和商户被紧急疏散，伤亡人员亲属等853人被安置在附近的8家酒店。

## 爆炸原因
爆炸是由于管道天然气泄漏引发。2021年6月17日下午召开的全国安全生产电视电话会议上，国务委员王勇对事故原因作出了初步分析：事发建筑物在河道上，铺设在负一层河道中的燃气管道发生泄漏，因建筑物负一层两侧封堵不通风，泄漏的天然气聚集并向一楼二楼扩散，达到爆炸极限后，遇火源引爆。导致重大伤亡的原因包括：
- 事故发生后人员疏散不及时。在05:38接到报警后，燃气公司和社区没有按照有关规定及时采取疏散集贸市场和核心区的所有人员，致使一部分商户到街头围观以后又返回农贸市场做饭，结果在06:40，燃气达到一定浓度发生爆炸。
- 燃气公司未进行风险排查。按照城镇燃气设计规范GB50028要求，地下燃气管道不得从建筑物等下面穿越。事发建筑物是架空建设，最底层已经基本全部封闭，而燃气公司于6月3日对该段进行了巡查时没有发现这一重大隐患。
- 事发燃气公司于2013年将这段煤气管道转为天然气运行，由于煤气腐蚀性强，使用近20年的管道已经严重腐蚀了，改为输送天然气以后泄漏的风险很大。然而燃气公司日常维护不到位，同时缺少必要的信息化监控手段，对管道的压力和流量等相关数据没有在线监测或实时监控，排查、维护只能依靠人工，手段非常落后[16]。

燃气公司的调度台账还显示，6月12日19时38分，位于十堰的湖北医药学院内曾发生一起燃气管道泄漏事故，但当时可能处理相对及时，因此没有爆炸。

## 救援
事故发生后，湖北省委书记应勇立即作出批示，省委副书记、省长王忠林与省委常委、常务副省长李乐成抵达现场组织救援。湖北省消防救援总队调集十堰、武汉、襄阳、随州四个支队共45台消防车，210名消防指战员带6头搜救犬到场，武警湖北总队十堰支队派出40名官兵赴现场。
当日下午，中共中央总书记习近平和国务院总理李克强等中央领导人對此事故作出指示。随后，国务院安委会决定对该起事故查处挂牌督办。应急管理部联合住建部等部门推动各地区全面排查使用燃气的集贸市场、餐饮店等，尽快安装燃气泄漏报警装置。应急管理部与住房和城乡建设部派出工作组赴现场，而国家卫生健康委抽调重症医学、烧伤、心理干预专家等组成国家级医疗专家组赴当地指导。
事故发生后，十堰市民踊跃献血。截至北京时间6月13日11时，前方现场救援指挥部共搜救出144人，包括11名死者，37名重伤者。截至同日14时，共搜救出12名死者，138名伤者（其中37人重伤）。截至14日夜间，又搜索出13名死者，共搜救出25名死者，138名伤者（其中37人重伤）。

## 追责
湖北省委书记应勇于6月14日抵达事故现场，查看爆炸位置并慰问伤员。湖北方面已成立事故调查组，表态将严肃追责。
中国燃气于2021年6月15日发布公告称该公司的一家非全资附属公司，即十堰东风中燃城市燃气发展有限公司是该区域的燃气供应商之一。涉事区域的管道燃气经营权在2015年12月22日前由东风汽车集团有限公司燃气公司拥有，2015年12月22日后东风汽车方以燃气管网和相关设施出资入股，中国燃气方的一附属公司以现金出资入股，共同成立该项目公司来经营该区域的燃气业务。
6月18日，“十堰发布”微信公众号消息称，初步调查显示发生事故的天然气管道系十堰东风中燃城市燃气发展有限公司所有。该公司安全管理制度不健全，未严格执行燃气管道巡线检查制度，相关设备运行存在严重缺陷。十堰市公安机关已对包括十堰东风中燃城市燃气发展有限公司总经理在内的8名犯罪嫌疑人采取刑事拘留措施。
7月27日，根据《国务院安委会安全生产约谈实施办法（试行）》相关规定，国务院安委会办公室约谈湖北省人民政府相关负责人和湖北省住房和城乡建设厅、十堰市政府等主要负责人。国务院安委会办公室副主任、应急管理部副部长宋元明主约谈，应急管理部、住房和城乡建设部有关司局负责人参加约谈。

## 调查
2021年9月30日，湖北省应急管理厅网站发布了《湖北省十堰市张湾区艳湖社区集贸市场“6·13”重大燃气爆炸事故调查报告》。